# Hossamdine Sanhaji
Pour les articles homonymes, voir Sanhadji.

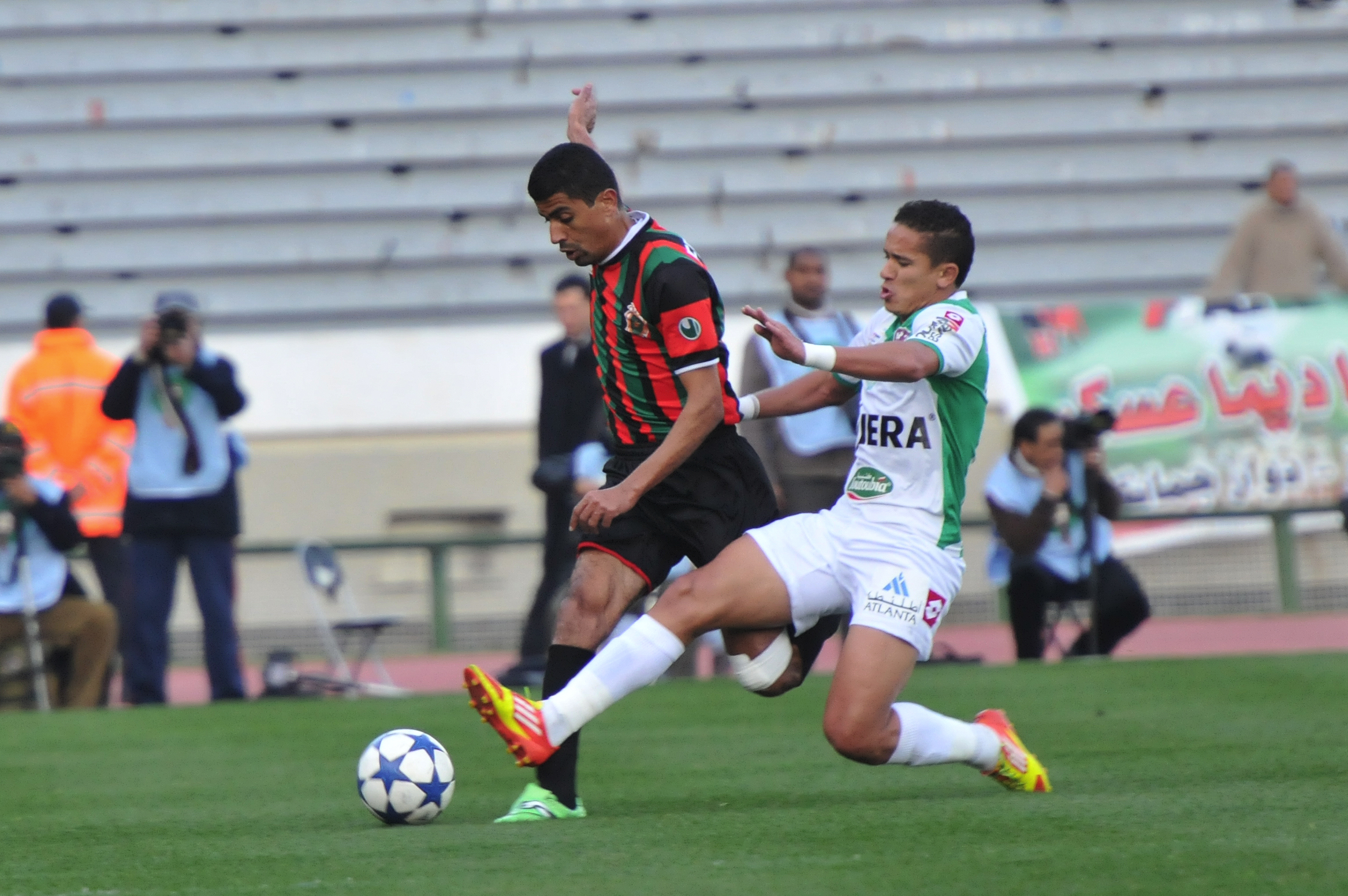
Eshaji avec le Raja de Casablanca

Hossamedine Eshaji né le 1er janvier 1985, est un footballeur Marocain évoluant au poste de milieu de terrain au MAS de Fès. Il a été formé à l'Olympique de Safi.

## Carrière
- 2008-2011 :  Olympique de Safi
- 2011-2012 :  Raja de Casablanca
- 2012-2014 :  Moghreb Athlétic de Tétouan
- 2014-2015 :  FAR de Rabat
- depuis déc. 2015 :  MAS de Fès

## Palmarès
- Coupe du Maroc : 2016